# Веспея-де-Ґая
Vespella або Vespellá (каталонською і офіційно Vespella de Gaià) — муніципалітет в Каталонії, Іспанія. Належить до провінції Таррагона, знаходиться в регіоні Tarragonés. За даними 2009 року, його населення становить 404 осіб.

## Історія
Перша згадка  муніципалітету датується 1167 роком, коли Ponç de Far зробив пожертву в подарунок цим краям. 1314 року король Хайме II Арагонський продав місцевий замок, що згодом був зруйнований, родині Pere з Queralt. Ця родина зберегла його до 1390, коли землі потрапили під володіння Барселонського графства. Наприкінці XIV століття поселення було продане Pere d'Iscard, а згодом — сім'ї Desvalls.

## Культура
Парафіяльна церква присвячена Сан Міґелю (Святий Миколай). До нашого часу збереглась стара каплиця замку. Це будівля в романському стилі, з гострим куполом на даху. В храмі зберігся вівтар 1579-го року.
Vespella відзначає десь поселення в день Святого Миколая — 29 вересня.

## Економіка
Основним видом економічної діяльності муніципалітету є сільське господарство. Присутні культури: виноградники, оливкові дерева, ріжкові і горіхові дерева.